# Kärnticka
Kärnticka (Inonotus dryophilus) är en svampart som först beskrevs av Miles Joseph Berkeley, och fick sitt nu gällande namn av William Alphonso Murrill 1904. Kärnticka ingår i släktet Inonotus och familjen Hymenochaetaceae. Arten är reproducerande i Sverige. Inga underarter finns listade i Catalogue of Life.